# Bertillonnage

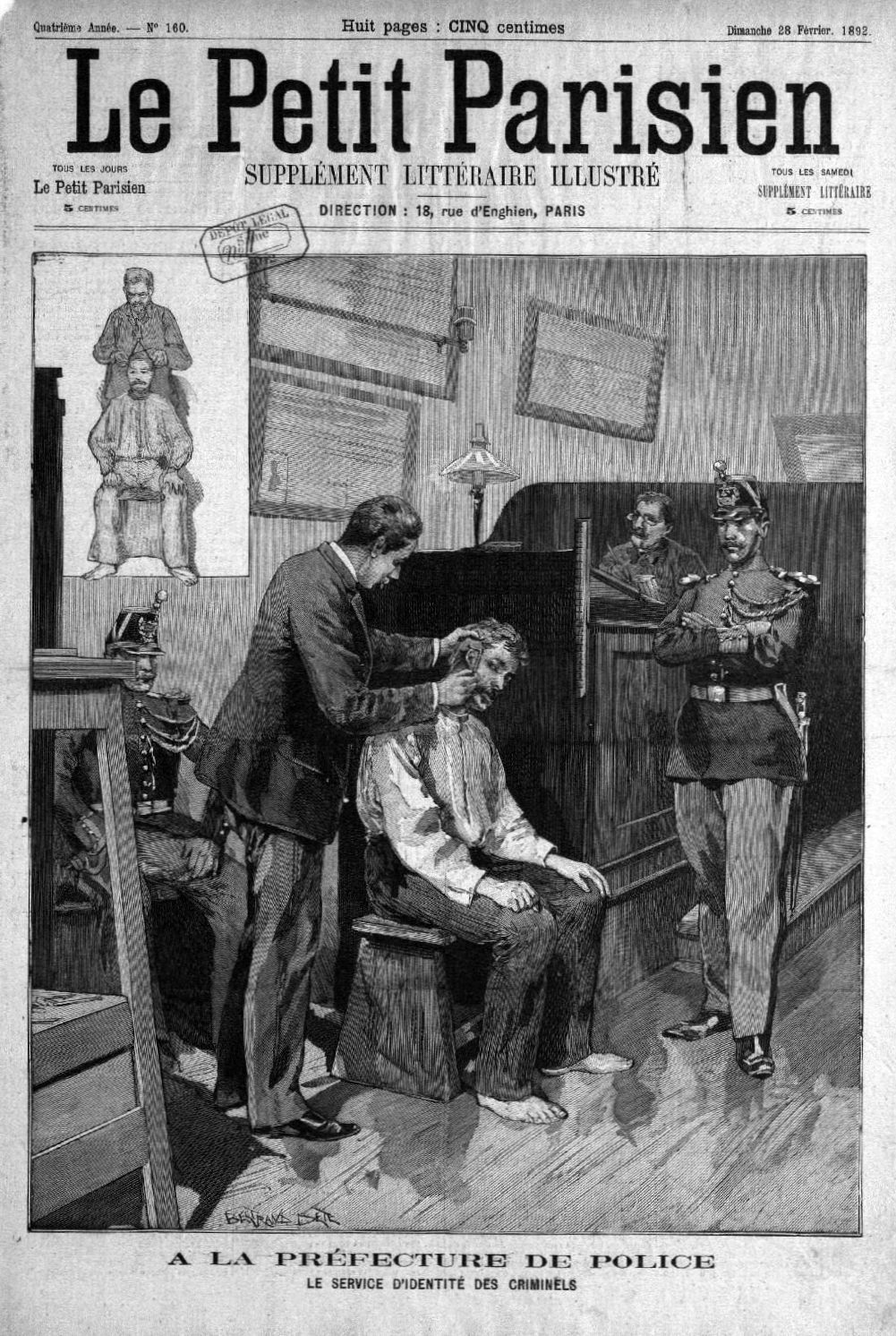
« À la préfecture de police. Le service d'identité des criminels ». Une du Supplément littéraire illustré du Petit Parisien, du 28 février 1892.

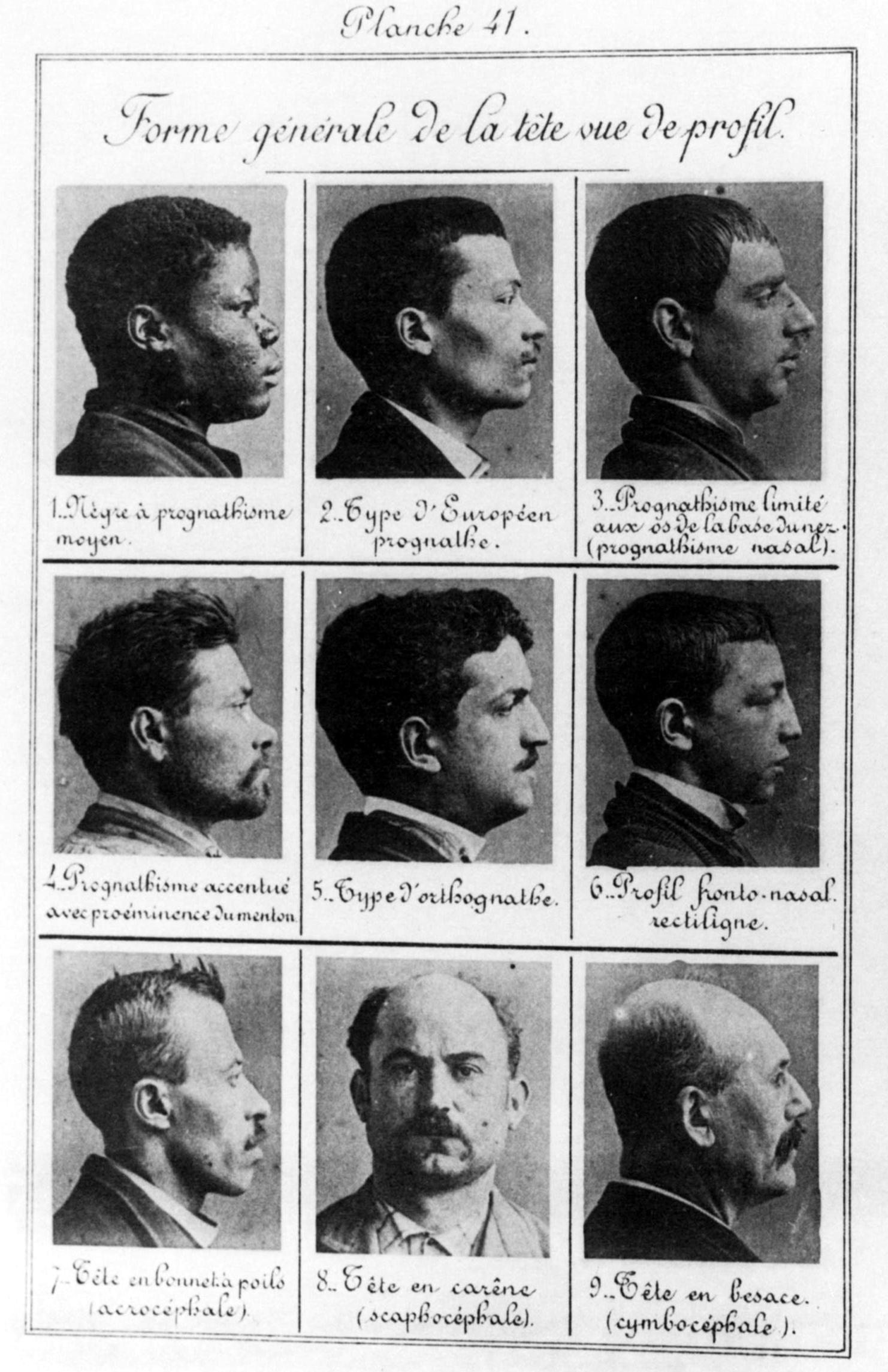
Types de profils. Planche parue dans Identification anthrométrique, 1893.

Le bertillonnage, appelé aussi système Bertillon ou anthropométrie judiciaire, est une technique criminalistique mise au point par le Français Alphonse Bertillon en 1879. La technique repose sur l'analyse biométrique (système d'identification à partir de mesures spécifiques) accompagnée de photographies de face et de profil.
À peu près contemporain de l'identification judiciaire au moyen des empreintes digitales, le bertillonnage intégrera progressivement celle-ci, avant d'être en grande partie supplanté par elle.

## Histoire

### L'identification judiciaire avant Bertillon
Dès 1819, Huvet, employé au Bureau des prisons, avait proposé la technique du « physionotrace ». Cette idée de compléter par l'image des récidivistes les « fiches de signalement », utilisées jusqu'alors mais se révélant peu fidèles, va plus tard tirer profit du développement de la photographie, technique dont va se servir Bertillon lorsqu'il deviendra chef du service photographique de la préfecture de police de Paris.
Sous Louis-Philippe, la flétrissure — c'est-à-dire le marquage au fer de certains criminels, peine infamante et cruelle, mais qui néanmoins permettait de les repérer — est abrogée par la loi du 28 avril 1832. Face à la recrudescence des récidives, la police commence à imaginer d'autres moyens de procéder à l'identification judiciaire. Les policiers expérimentent différentes méthodes – « moutons », c'est-à-dire des détenus espions (parfois des policiers), indicateurs… – pour obtenir des informations sur les délinquants mais, bien vite connues et déjouées par les malfaiteurs, celles-ci sont jugées insuffisantes.
En 1848, le procureur du Roi Arnould Bonneville de Marsangy crée le casier judiciaire.

### Alphonse Bertillon dans son service photographique
Bertillon est d'abord, en 1879, simple employé au sein d'un service photographique désorganisé : 60 000 photographies, prises sous des angles variés et classées sans logique, s'accumulent, alors que c'est une centaine d'individus que la police parisienne arrête quotidiennement. Chargé des fiches de signalement, Bertillon s'inspire des travaux de statistique d'Adolphe Quetelet, notamment de l'ouvrage Sur l'homme et le développement de ses facultés, ou Essai de physique sociale, paru en 1835, pour établir des « fiches d'identité ». Les critères retenus, fondés sur des mesures osseuses, ont 19 683 divisions possibles, ce qui rationalise leur classement.
La technique prend le nom de « bertillonnage » en 1883. Expérimentée durant trois mois sur des détenus, elle permet pour la première fois une identification anthropométrique le 20 février 1883, soit quelques jours avant la fin de l'expérimentation, grâce à l'analyse des mesures d'un certain Léon Durand, déjà fiché par Bertillon à la suite d'un vol de bouteilles. Malgré les critiques qui jugent cette méthode peu fiable et attentatoire aux libertés individuelles, elle permet d'obtenir des résultats significatifs, concourant notamment à l'arrestation de Ravachol. De nombreux pays décident de l'intégrer à leur système judiciaire, comme les États-Unis en 1888, ou l'Angleterre en 1894.

## Les différents relevés

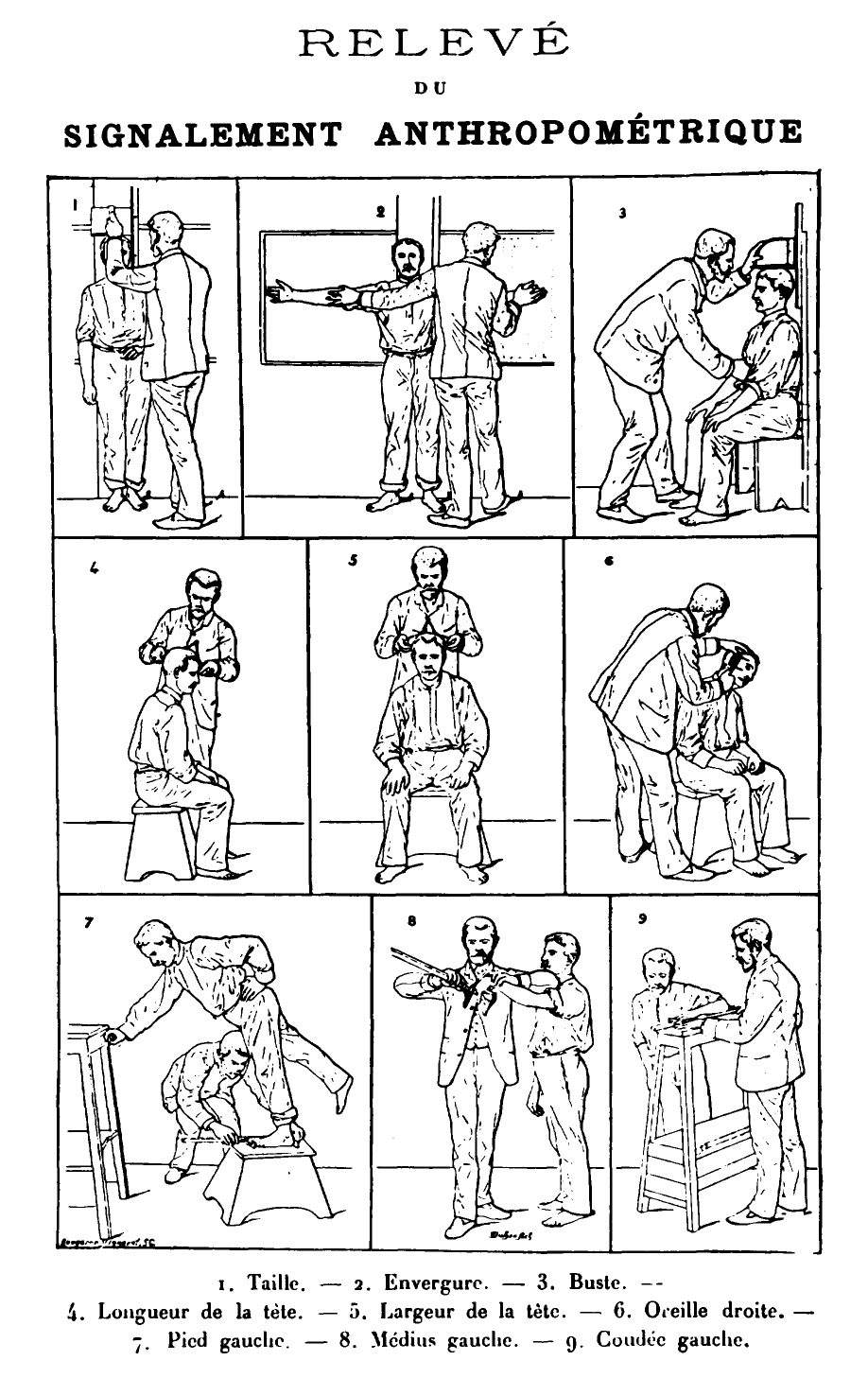
Relevé du signalement anthropométrique. Planche parue dans Identification anthropométrique, 1893.

Bertillon utilise les postulats de la loi de Quetelet pour établir neuf mesures osseuses (figures sur le relevé ci-contre) constituant le signalement anthropométrique :
1. taille (fig. 1) ;
2. envergure : longueur du corps depuis l'épaule gauche jusqu'au majeur droit (fig. 2) ;
3. buste : longueur du tronc de la tête au postérieur, prise en position assise (fig. 3) ;
4. longueur de la tête, du crâne au front (fig. 4) ;
5. largeur de la tête, de la tempe gauche à la tempe droite (fig. 5) ;
6. longueur de l'oreille droite (fig. 6) ;
7. longueur du pied gauche (fig. 7) ;
8. longueur du medius gauche (fig. 8) ;
9. longueur de la coudée gauche (fig. 9).

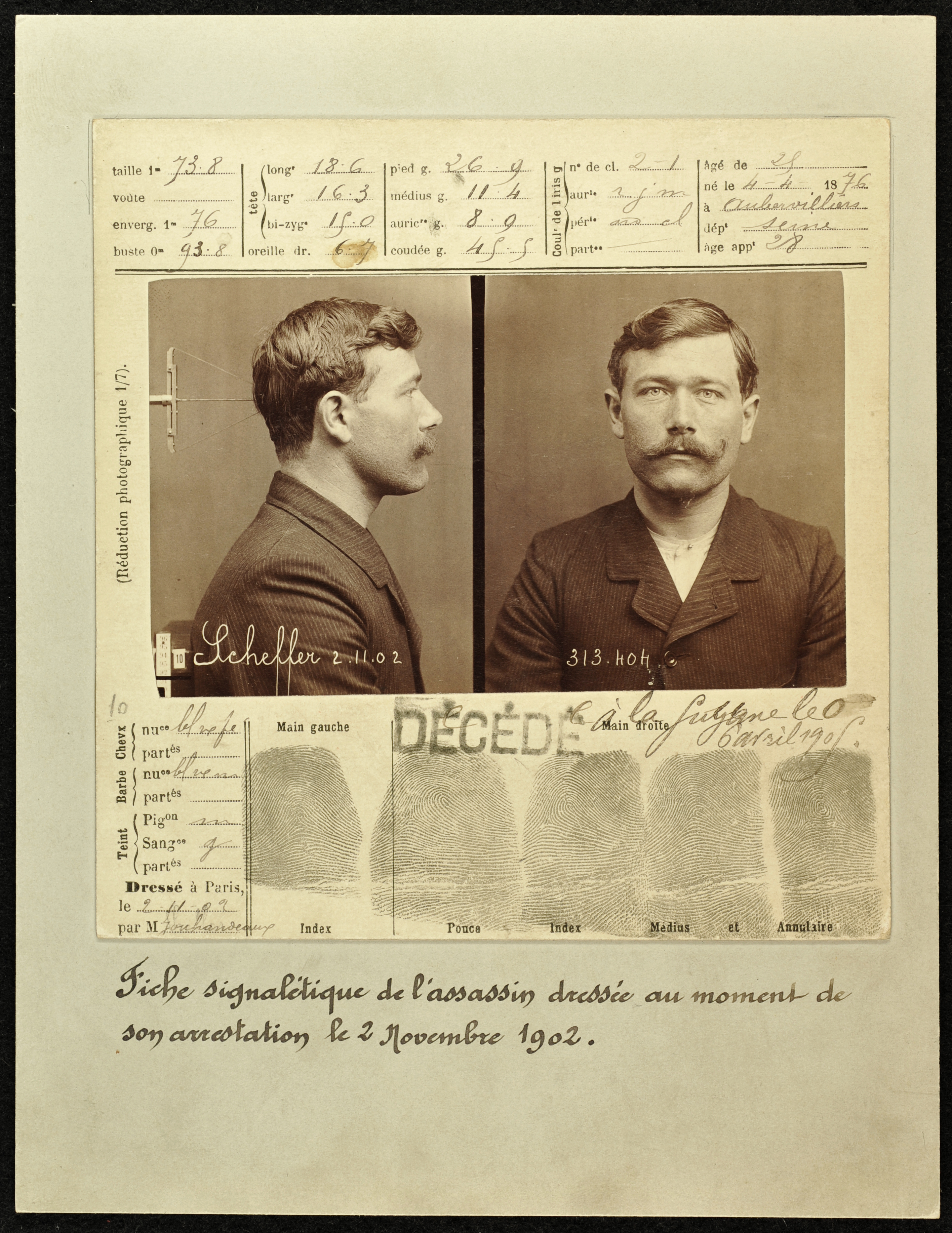
Verso de la fiche anthropométrique d'Henri-Léon Scheffer (mort au bagne en 1905), 1902.

Le relevé est cependant peu fiable en ce qui concerne les très jeunes hommes, dont le squelette osseux continue sa croissance, et en ce qui concerne les femmes, car la chevelure peut gêner la prise des mesures ; le fait qu'il existe des jumeaux peut également induire en erreur. Aussi, Bertillon utilise en complément d'autres relevés : le « portrait parlé » – appelé aussi « formule signalétique » ou « signalement descriptif » –, qui décrit morphologiquement le visage sur une quinzaine de critères : caractéristiques du nez, de l'œil, le « relevé des marques particulières » (tatouage, grain de beauté, cicatrice…), etc. Bertillon choisit pour chaque caractéristique des mots, qu'il abrège par des lettres : chaque formule est composée d'une suite de lettres que les inspecteurs doivent apprendre par cœur.
Enfin, il élabore progressivement la « photographie judiciaire » : photographie géométrique pour les lieux de crime, photographie signalétique pour les individus (photographie de face et de profil, réduite au 1/7).
Désormais, chaque fiche d'identité judiciaire contient le « signalement anthropométrique » de la personne, son « portrait parlé », son « relevé des marques particulières » et les deux photos.

## Droit par pays

### Canada
Au Canada, le terme bertillonnage est utilisé pour parler de « la prise des empreintes digitales, des photographies et de toute autre mensuration — ainsi que toute autre opération anthropométrique approuvée par décret du gouverneur en conseil » de prévenus en vertu de la Loi sur l'identification des criminels. Il s'agit d'un usage linguistique concernant des techniques modernes d'identification des criminels, qui s'écarte bien sûr de la méthode historique de Bertillon.

### France
Le bertillonnage est utilisé en France jusqu'en 1970, avant d'être remplacé par l'analyse des seules empreintes digitales, méthode à laquelle Bertillon était farouchement opposé, même s'il fut apparemment le premier à l'appliquer pour l'arrestation d'Henri-Léon Scheffer, en octobre 1902,.

## Voir aussi

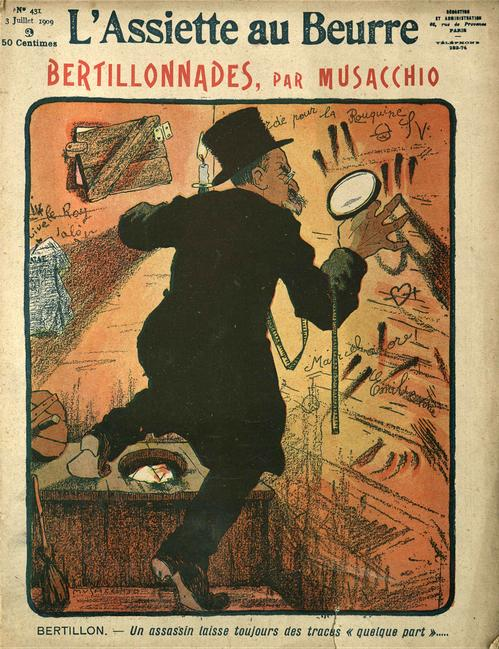
Bertillonnades, caricature par Cesare Musacchio, L'Assiette au beurre no 431, 3 juillet 1909.